# Plac Bastylii
Plac Bastylii (fr. Place de la Bastille) – plac we wschodniej części Paryża, na prawym brzegu Sekwany. 
W latach 1370–1789 stał tu zamek obronny, przebudowany w XVII wieku na więzienie - Bastylia. Jej zdobycie 14 lipca 1789 i późniejsze zburzenie stało się początkiem rewolucji francuskiej. Obecnie na placu stoi Kolumna Lipcowa, zbudowana z przetopionych armat Napoleona Bonaparte, ustawiona na pamiątkę ofiar rewolucji lipcowej (1830). Obok znajduje się Opéra Bastille, otwarta w dwusetną rocznicę rewolucji 1789 roku.